# La Bella Mafia
La Bella Mafia es el tercer álbum de estudio de la rapera estadounidense Lil' Kim, lanzado el 4 de marzo del 2003 por Atlantic Records. Debutó en la posición número 5 en el chart de Billboard 200 vendiendo más de 166 000 copias en su primeras semana. Un éxito comercial, La Bella Mafia fue certificado platino por la Recording Industry Association of America (RIAA). Fue el álbum más vendido por una rapera en el 2003 con 1,3 millones en los Estados Unidos y alrededor de 3 millones de copias a nivel mundial aunque se estimas 4 millones de copias hasta el 2014
La Bella Mafia recibió reseñas positivas por parte de los críticos, Haciendo la habilidad de lírica de Lil' Kim más impresionante y su presencia como formidable. El álbum produjo dos sencillos los cuales ambos se convirtieron un éxito en el listado del Billboard Hot 100. El sencillo principal ''The Jump Off'' alcanzó la posición número 17 en el Billboard Hot 100 y número 16 en el UK Singles Chart El segundo sencillo titulado ''Magic Stick'' en colaboración con el rapero 50 Cent alcanzó la posición número 2 del Billboard Hot 100 El sencillo ''Magic Stick'' y la canción ''Came Back For You'' le dieron una nominación a los Grammy Awards por Best Rap Performance by a Duo or Group y Best Female Rap Solo Performance, respectivamente.

## Antecedentes
A fines del 2001, Lil' Kim dejó Junior M.A.F.I.A. y rompió lazos con todos los integrantes. También terminó su amistad y relación de negocios con su colaborador veterano Sean "Diddy" Combs.
Las sesiones de grabación de La Bella Mafia comenzaron en la primavera del 2002. En abril de 2002, Lil' Kim declaró en una entrevista que había comenzado a trabajar con Dr. Dre en el estudio de grabación. Ella le dijo a MTV: "He estado hablando bastante con Dre. Y Dre y yo estamos hablando sobre hacer algunas colaboraciones. Él es un chico genial. Me encanta Dre. Nuestra química en el estudio fue genial. He estado trabajando, ya sabes, tratando de cocinar algunas cosas". Kim también declaró que quería trabajar con Eminem, Timbaland y The Neptunes.
El título original para el álbum era "Hollyhood" (que también iba a ser el nombre de su línea de ropa y su sketch), pero se cambió a La Bella Mafia después de que Lil' Kim viera la película de 1997 del mismo nombre. Ella declaró: "Cualquier chica que sea fuerte y muy dedicada a lo que hace y no se desoriente, puede ser parte de La Bella Mafia".
Las tarjetas coleccionables de edición limitada se incluyeron en los primeros 500,000 discos de EE. UU. Que permitieron a los fanáticos desbloquear contenido exclusivo, como fotos y videos, de Internet.

## Sencillos
En total, La Bella Mafia engendró dos sencillos internacionales y un tercer sencillo promocional exclusivo para Estados Unidos. El primer sencillo del álbum, "The Jump Off" alcanzó el puesto número 17 en la lista Billboard Hot 100 de los Estados Unidos, También alcanzó el número 8 en la lista Hot R&B/Hip-Hop Songs, número 7 en Hot Rap Tracks y número 16 en la lista de éxitos de Reino Unido.
El segundo sencillo, "Magic Stick", con 50 Cent, alcanzó la posición número 2 en el Billboard Hot 100, sin tener un vídeo musical, y ni siquiera había sido lanzado como single. Terminó pasando 14 semanas en el chart, convirtiéndose en su posición más alta de Kim después de Lady Marmalade (el cual fue número 1) en el chart. También alcanzó el número dos en la lista Hot R&B/Hip-Hop Songs, número 7 en el Pop Chart y número 1 en la lista Hot Rap Songs.
La canción "Thug Luv", en colaboración con el rapero Twista, solo fue enviada a las radios EE. UU con el propósito de promocionar únicamente el álbum. Alcanzó la posición número 60 en la lista Hot R&B/Hip-Hop Songs y número 14 en Hot Rap Songs. También se lanzó un CD ilimitado en los Estados Unidos.

## Recepción por la crítica
La Bella Mafia recibió críticas generalmente positivas, ya que las críticas de Metacritic la calificaron de 65 de 100. El crítico de AllMusic, Jason Birchmeier declaró su álbum anterior The Notorious K.I.M. fue considerada una "decepción" como un seguimiento de su álbum debut anterior Hard Core y La Bella Mafia la restableció como un "icono de la industria". Nick Catucci, crítico de la revista Spin, el cual le dio al álbum 3 estrellas, afirmó: "El rey está muerto, viva la reina".
El crítico Brett Berliner de la revista Stylus le dio al álbum un B+ llamando al álbum "uno de los mejores álbumes hip-hop del 2003" y dijo: "Kim ahora está en una clase de MC femeninas que incluye solo a Rah Digga y MC Lyte, y ella es más segura, divertida y sexy que ninguna de ellas ". Sal Cinquemani de la revista Slant le dio al álbum 3 estrellas diciendo que el álbum fue su "esfuerzo más consistente hasta la fecha", y agregó que el álbum "juega como una bravuconada gigante sobre todo: fama, dinero, poder, sexo, ropa, rimas".
Los críticos también quedaron impresionados con su habilidad lírica. Jon Caramanica de la famosa revista Rolling Stone le dio al álbum 3 estrellas y dijo: "Cuando realmente se ensucia las manos, Kim suena más enérgica y comprometida de lo que ha estado en años". Sin embargo, algunos críticos sintieron que el álbum era demasiado largo y contenía demasiados rellenos. Birchmeier de AllMusic dijo que el álbum podría usar un poco de "recorte". Brett Berliner, de la revista Stylus, dijo: "Disfruto de ocho canciones en este álbum, pero son canciones que solo tengo ganas de escuchar de vez en cuando"

## Desempeño comercial
La Bella Mafia debutó en la posición número cinco en la lista Billboard 200 de los Estados Unidos y en el número cuatro en la lista de álbumes Top R&B/Hip-Hop, vendiendo 166 000 copias en su primera semana. El 16 de octubre de 2003, el álbum recibió una certificación Platina por parte de la Recording Industry Association of America (RIAA), y había vendido 1.3 millones de copias en los Estados Unidos hasta julio de 2005. Internacionalmente, el álbum alcanzó la posición número 81 en Suiza, el número 82 en Alemania y número 105 en Francia. La Bella Mafia había vendido más de 2,020,558 millones de copias en todo el mundo hasta octubre de 2007 Hasta 2014 el álbum había vendido alrededor de 3 500 000 millones de copias Aunque se estiman que ya sobrepaso los 4 millones.

## Lista de canciones
| N.º | Título                                                                              | Escritor(es)   | Producer(s)          | Duración |  |
| 1.  | «Intro»                                                                             | Sean Combs     | Shaft                | 1:25     |  |
| 2.  | «Hold It Now» (featuring Havoc)                                                     | Kimberly Jones | Havoc                | 5:25     |  |
| 3.  | «Doing It Way Big»                                                                  | Jones          | Jay "Waxx" Garfield  | 4:00     |  |
| 4.  | «Can't Fuck with Queen Bee» (featuring Governor and Shelene Thomas with Full Force) | Jones          | Full Force           | 4:58     |  |
| 5.  | «Hollyhood Skit»                                                                    |                |                      | 0:51     |  |
| 6.  | «Shake Ya Bum Bum» (featuring Lil' Shanice)                                         | Jones          | Garfield             | 3:18     |  |
| 7.  | «This Is Who I Am» (featuring Swizz Beatz and Mashonda)                             | Jones          | Swizz Beatz          | 3:16     |  |
| 8.  | «The Jump Off» (featuring Mr. Cheeks)                                               | Jones          | Timbaland            | 3:54     |  |
| 9.  | «This Is a Warning»                                                                 | Jones          | Lil' Kim             | 3:42     |  |
| 10. | «(When Kim Say) Can You Hear Me Now?» (featuring Missy Elliott)                     | Jones          | Storch               | 3:12     |  |
| 11. | «Thug Luv» (featuring Twista)                                                       | Jones          | Storch               | 4:12     |  |
| 12. | «Magic Stick» (featuring 50 Cent)                                                   | Jones          | Phantom of the Beats | 3:31     |  |
| 13. | «Get in Touch with Us» (featuring Styles P)                                         | Jones          | Ez Elpee             | 3:47     |  |
| 14. | «Heavenly Father» (featuring Big Hill)                                              | Jones          | Shaft                | 5:07     |  |
| 15. | «Tha Beehive» (featuring Reeks, Bunky S.A., Vee and Saint from The Advakids)        | Jones          | DJ Bless             | 8:07     |  |
| 16. | «Came Back for You»                                                                 | Jones          | West                 | 4:20     |  |

| Japanese edition bonus track |                   |              |             |          |  |
| N.º                          | Título            | Escritor(es) | Producer(s) | Duración |  |
| 17.                          | «What's the Word» | Jones        | Ron Browz   | 3:03     |  |